# Petersberg (Eisenach)
Der Petersberg ist ein Berg im Osten der Wartburgstadt Eisenach im Wartburgkreis in Thüringen.

## Topographie
Der Petersberg ist ein aus Muschelkalk bestehender, nordwest-südost-orientierter Berg (344,2 m ü. NN), er begrenzt den Eisenacher Talkessel am Creuzburg–Eisenacher Graben nach Osten, sein östlicher Ausläufer ist der Hammelsberg (333,1 m ü. NN).
Über den Petersberg verläuft die historische Gemarkungsgrenze der Stadt Eisenach. Der nördlich angrenzende Flurbezirk gehörte zum Trenkelhof, der östliche Flurbezirk war Gemarkung der ehemals selbständigen Gemeinde Fischbach.
Der obere Südhang und der östliche Teil ist durch Aufforstung mit Kiefern und Fichten seit den 1920er Jahren wieder bewaldet. Vor dem mittleren Südhang ragt ein markanter Sporn in das Hörseltal, darauf befindet sich die Malittenburg; die Nordseite ist teils Weidegelände, teils von Kirschplantagen genutzt; der nordöstliche Flurteil gehört zum Eisenacher Stadtteil Hofferbertaue.

## Geschichte

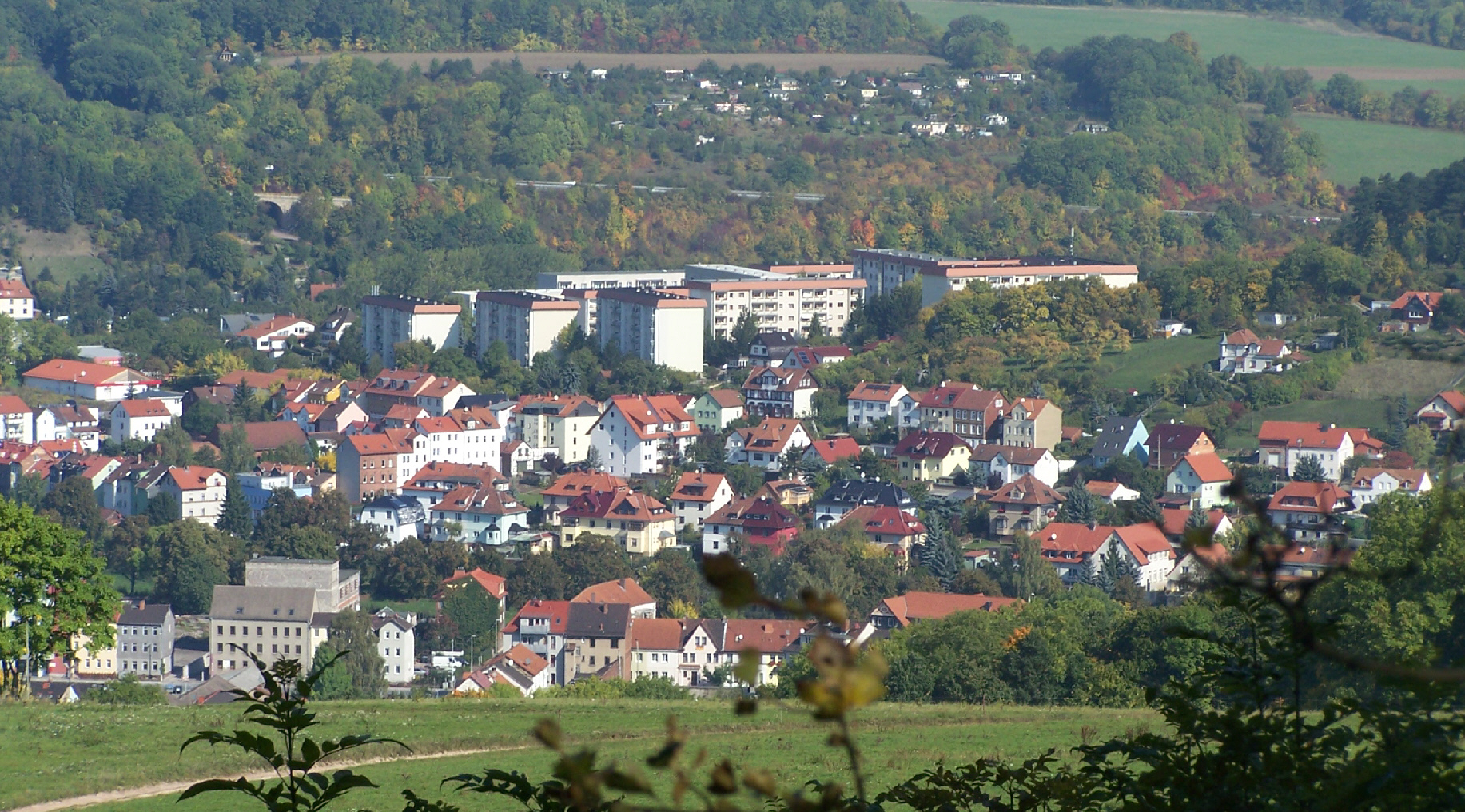
Blick zum Wohngebiet am Petersberg

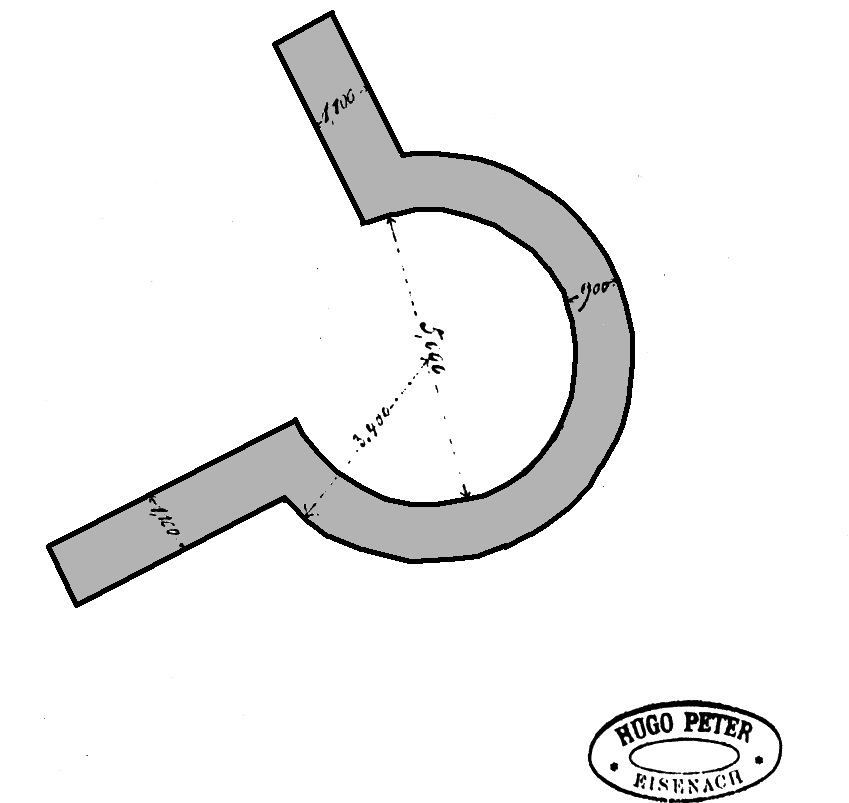
Grabungsbefund: Mauerpartie der Peterskirche

### Peterskirche und Alt-Eisenach
Der Flurname Petersberg verweist auf eine hier im Hochmittelalter errichtete Taufkirche
St.-Peter, die als älteste Kirche der Stadt Eisenach betrachtet wird und mit der Missionstätigkeit des Bonifatius in Verbindung gebracht wird.
Bodenfunde beim Bau der Eisenacher Petersberg-Brauerei am Nordwesthang des Berges belegten ein Stück Mauerwerk und schnitten möglicherweise den nördlichen Rand der Siedlung Alt-Eisenach.
Bei der Errichtung der Wohnsiedlung Am Petersberg in den 1970er Jahren wurden weitere Siedlungsreste erfasst. Zur Ortslage Alt-Eisenach gehörte nach örtlicher Überlieferung auch die am Fuß des Petersberges verlaufende Hellergasse, in der Flur Katharinchen wird eine spätmittelalterliche Kapelle vermutet.

### Fischbach mit der Malittenburg
Als zweiter Siedlungsort entstand das Dorf Fischbach am Südosthang des Petersberges als Straßensiedlung. Über dem Dorf erbauten im Thüringischen Erbfolgekrieg Adelige aus dem benachbarten Dorf Stockhausen die Malittenburg, um sie als Stützpunkt für den Aufbau eines eigenen Territoriums zu nutzen. Der Versuch scheiterte, nach dem Ende der bürgerkriegsartigen Kämpfe wurden die willkürlich errichteten Burgen des niederen Adels zerstört.
Über Jahrhunderte wurde der Petersberg als Weidefläche genutzt, an den Südhängen wurde in Steillagen nahe der Malittenburg auch Wein angebaut.

### Hofferbertaue
Unmittelbar nach dem  Ende des Ersten Weltkrieges begann Karl Hofferbert seine Tätigkeit im Eisenacher Bauamt. Er bemühte sich redlich, die in der Stadt entstandene Wohnungsnot zu lindern und zugleich stadtplanerische Entwicklungsarbeit in Einklang zu bringen. Mit Zustimmung der Stadtverwaltung wurden Pläne für eine zweite Stadterweiterung, insbesondere an der östlichen und westlichen Stadtperipherie entwickelt und umgesetzt. Auf sein Betreiben entstand die Hofferbertaue als Wohnsiedlung am Nordhang des Petersberges.
Der Petersberg war im Zweiten Weltkrieg Standort einer militärischen Luftraumbeobachtungs- und Meldestelle. Zu diesem Zweck wurde in Gipfelnähe ein betonierter Schutzraum in den Felsen angelegt.
An gleicher Stelle befindet sich seit den 1950er Jahren der Standort einer Sendeanlage mit einem freistehenden Stahlfachwerkturm.

## Karten
- TK25 – Blatt 5027 Eisenach. Topographische Karte 1:25 000. Thüringer Landesvermessungsamt, Erfurt 1994, ISBN 3-86140-047-2.